# 夏恭 (汉朝)
夏恭（?—?），字敬公。梁国蒙县（今河南省商丘市东北）人。东汉文学家。
夏恭研究《韩诗》、“孟氏《易》”，教授门生曾达千余人。王莽末年战乱，群雄并起，夏恭为众所附，拥兵固守，其乡得保安全。东汉建立，光武帝刘秀嘉赏他的忠果，召拜郎中，转任泰山郡都尉。和集百姓，甚得百姓欢心。四十九岁时，在官任上去世，诸儒谥为宣明君。善作文章，所著赋、颂、诗、《励学》共二十篇。夏恭为两汉之交汉《易》孟氏学传人。无《易经》著作传世。夏恭子之夏牙，少习家业，著赋、颂、赞、诔共四十篇。举孝廉，早卒，乡人号为文德先生。

## 延伸阅读
[在维基数据编辑]
 《後漢書·卷80上》，出自范晔《後漢書》